# Феофан (Авсенев)
Архимандрит Феофан (в миру Пётр Семёнович Авсенев; ок. 1810, Воронежская губерния — 31 марта [12 апреля] 1852, Рим, Италия) — архимандрит Русской православной церкви, настоятель Русской посольской церкви в Риме, русский философ и психолог.

## Биография
Родился около 1810 года (в семинарском аттестате, выданном в июне 1829 года указан возраст 19 лет; но «Русский биографический словарь А. А. Половцова» даёт 1812 год.) в селе Новопокровское в Воронежском уезде Воронежской губернии и был одним из шести сыновей священника храма Покрова Пресвятой Богородицы Симеона Авсенева.
Образование он получал в Воронежском духовном училище, в Воронежской духовной семинарии (1829) и Киевской духовной академии (1833; 8-м магистром). Он очень скоро обратил на себя внимание всех добродушием и простосердечием и чрезвычайной охотой к чтению книг, преимущественно философского содержания. Был добр, общителен, скромен, услужлив, послушен и благочестив. По необыкновенной жажде к учению и по молодости Авсенев был редким явлением в академии. По окончании академического курса, он по выбору ректора академии Иннокентия (Борисова) оставлен был при академии бакалавром немецкого языка (хотя предназначался на философскую кафедру, которую тогда занимал до 1836 года Новицкий, а бакалавром на ней был Михневич). Преподавая историю немецкой литературы, он невольно познакомился и с немецкой философией.
После ухода Новицкого, экстраординарным профессором кафедры философии (психологии) стал Михневич, а бакалавром этой кафедры с 3 марта 1836 года стал Авсенев. Экстраординарным профессором кафедры философии он стал с 22 октября 1839 года, после перехода Михневича в Ришельевский лицей.
Это было цветущее время преподавания философии в Киевской академии. Его лекции о болезнях, о сне, о лунатизме, о смерти повергали весь состав слушателей в самое глубокое размышление. Гармония мысли и веры в нем была поразительная. Слава о нём как о глубоком мыслителе быстро распространилась, и в 1836 году он был приглашен адъюнктом на философскую кафедру университета Св, Владимира, где он (не оставляя службы при академии) заслужил всеобщее уважение и расположение. В университете он читал логику, историю души, историю новейшей философии, нравственную философию в соединении с естественным правом и философию истории.
Когда один из его близких сослуживцев по академии принял монашество, он сам стал подумывать о том же. Решиться на это ему не стоило труда, потому что образ жизни его был давно уже монашеский, да и по образу мыслей он был близок к тому. Пострижение, с наречением Феофаном, было совершено 11 октября 1844 года митрополитом Киевским Филаретом в пещерах преподобного Антония. Феофан понял и принял монашество самым строгим образом, точно так, как оно давно представлялось ему в идее.
Перед пострижением он уволился из университета, но уже в следующем 1845 году, в сане иеромонаха и ставший ординарным профессором философских наук Киевской духовной академии, он был вновь приглашён попечителем Киевского учебного округа к чтению лекций философии в университете и допущен к преподаванию, но в марте того же года министерство народного просвещения нашло излишним иметь второго преподавателя, и Феофан был уволен от должности.
16 июня (июля?) 1846 года был возведён в сан архимандрита и в октябре того же года занял должность инспектора в академии. Кроме этого, с 11 апреля 1848 года до начала 1850 года он был редактором академического журнала «Воскресное чтение».
Верный своему сану, он старался отдалиться от философских занятий и упражняться более в богословии. Поэтому, будучи уже ординарным профессором философии, он желал переместиться на какую-либо из богословских кафедр, но удалось ему только взять на себя с 1847 года преподавание в академии Священной библиологии (науку о Священном Писании). С необыкновенным трудолюбием взялся он за это новое занятие; между тем организм его уже был подточен и в начале 1850 года обострилась его давняя болезнь — чахотка; это заставило его искать другой род службы и ему представился случай занять открывшуюся в Посольской церкви в Риме настоятельскую вакансию. 20 марта 1851 года он выехал в Рим, но уже 31 марта (12 апреля) 1852 года скончался там. Был похоронен на римском некатолическом кладбище, рядом с Карлом Брюлловым

## Личные качества
Ни в светском быту, ни в монашестве архимандрит Феофан не любил ни славы, ни денег, ни роскоши, ни забав, ни даже каких-либо удобств в домашней жизни. В кругу собеседников, любивших его умное слово, он излагал свои мысли, всегда глубокие, свежие, светлые, отрадные, веявшие чистотой и христианской святыней. В домашней жизни он был прост, открыт, ласков, общителен, тих и невзыскателен, щедр и благотворителен до самоотвержения, не прилагая сердца своего ни к чему, что имел, кроме только книг, да и те не держал, как мёртвый капитал, а давал читать их всякому, и даже сам навязывался на то.
Владея вполне развитым эстетическим чувством и проводя всюду параллель между духовным и чувственным бытием, он на все изящные искусства смотрел только с точки зрения высшего философского их значения. Музыка доставляла ему высокое наслаждение; отдавая предпочтение музыке церковной, он иногда и сам разыгрывал на гуслях духовные концерты. Он был один из учёных людей России того времени.
Богословские, философские, исторические и естественные науки составляли обыкновенный круг его занятий. Языки еврейский, греческий, латинский, немецкий, французский, итальянский он знал превосходно.
Как отмечалось в некрологе Авсенева, «его имя долгое время во всех учебных округах Духовного ведомства … было синонимом философа». «Мыслителем ума живого, может быть, даже экзальтированного, но неподдельного религиозного чувства и искренних убеждений» называет Авсенева Г. Г. Шпет.

## Публикации
При жизни он печатал статьи философско-религиозного содержания в журнале «Воскресное чтение» («О совести», «Сон», «Символы в природе», «Пророк Иеремия», «Книга Иова», «Чаяние великой субботы в природе», «Примечание для моралистов», «Воодушевление», «Единое истинно великое»). Кроме того, в «Москвитянине» (1852. — Т. 5. Отд. 8 (Смесь). С. 65—70), была напечатаны взятые из его лекций: «Из наблюдений над умирающими. Письмо к другу», а также «Симпатия и ее источник» (1841. — Т. 6. — С. 92—122).  — отрывок из «Психологии» (ЖМНП. — 1853. — Ч. LXXVII. — С. 104).
Многие труды Авсенева не были опубликованы при жизни; так, одна из основных его работ, «Из записок по психологии архимандрита Феофана Авсенева» (Киев, 1869. — XVI+246 с. + 3 таблицы) напечатана была в «Сборнике из лекций бывших профессоров Киевской духовной академии… изданный академией по случаю пятидесятилетнего юбилея её».
Современное издание: Из записок по психологии / Предисловие и общая ред. проф. А. Ф. Замалеева. — СПб.: Тропа Троянова, 2008. — 335 с. — ISBN 978-5-89798-060-4. — (Библиотека самопознания. Русская Наука о душе.)